# Andrei Tamazlâcaru
Andrei Tamazlâcaru (n. 22 decembrie 1940, Grăseni, Județul Ungheni, România Mare) este un folclorist român din Republica Moldova, conducător al ansamblului etnofolcloric Tălăncuța.